# Klaster 5
"Klaster 5", koji Danski državni institut za serum (SSI) također naziva ΔFVI-spike, mutirana je varijanta virusa SARS-CoV-2. Otkriven je u sjevernom Jutlandu u Danskoj, a vjeruje se da se s nerca proširio na ljude putem farmi. Dana 4. studenoga 2020. najavljeno je da će populacija nerca u Danskoj biti uklonjena kako bi se spriječilo moguće širenje ove mutacije i smanjio rizik od novih mutacija. Zaključavanje i ograničenja putovanja uvedena su u sedam općina Sjevernog Jutlanda kako bi se spriječilo širenje mutacije, što bi moglo ugroziti nacionalne ili međunarodne odgovore na pandemiju COVID-19.
Svjetska zdravstvena organizacija (WHO) izjavila je da klaster 5 ima "umjereno smanjenu osjetljivost na neutralizirajuća antitijela". SSI je upozorio da bi mutacija mogla smanjiti učinak COVID-19 cjepiva u razvoju, iako je malo vjerojatno da će ih učiniti beskorisnima. Nakon zaključavanja i masovnih ispitivanja, SSI je 19. studenoga 2020. objavio da je klaster 5 po svojoj prilici izumro.

## Pozadina
Danska je 2019. bila najveći proizvođač krzna od nerca na svijetu, s velikom većinom danskih farmi smještenih na sjevernom i zapadnom Jutlandu. Posljednjih godina industrija općenito propada u zemlji. Uz šišmiše, pangoline i ljude, nore su jedna od mnogih vrsta sisavaca koje mogu biti zaražene koronavirusima. Prijenos virusa s minkova na ljude i mutacije povezane s minkom prvi su put dokumentirani u Nizozemskoj, što je nagnalo vladu da na kraj 2020. iznese zabranu uzgoja nerca koja bi trebala stupiti na snagu 2024. godine. Nakon otkrića u Nizozemskoj, vlasti u Danskoj pokrenule su opsežni program nadzora svih farmi nerca u zemlji, s redovitim ispitivanjima i genomskim sekvenciranjem. Ministarstvo poljoprivrede SAD-a (USDA) potvrdilo je da su slučajevi minkova oboljelih od COVID-19 dokumentirani u Utahu u kolovozu 2020. Dodatni napadi otkriveni su u Michiganu, Wisconsinu i Oregonu. Od 29. studenoga 2020. zabilježene su infekcije COVID-19 kod nerca u Danskoj, Italiji, Nizozemskoj, Španjolskoj, Švedskoj i Sjedinjenim Državama.

## Političke posljedice
Potkraj studenoga otkriveno je da je ministar poljoprivrede Mogens Jensen i još pet ministara u rujnu upoznati s tim da će odstrel cijele populacije nerca, a ne samo one na zaraženim područjima, biti nezakonit. Suočen s pozivima na ostavku parlamentarne oporbe i oštrim javnim kritikama, premijer Frederiksen priznao je da je naredba o uklanjanju svih nerca nezakonita, a Jensen je 18. studenoga dao ostavku. Kasnije je postignut dogovor o retroaktivnom pravnom uređenju vladinog naloga.